# Trotta Bus Services
Trotta Bus Services S.p.A. è un'azienda privata italiana attiva nel settore del trasporto pubblico e del noleggio con conducente di autobus gran turismo. Gestisce il servizio di trasporto pubblico locale nei comuni di Benevento, Fiumicino, La Spezia e Ovada, i servizi skibus e summerbus in Trentino-Alto Adige, Fa parte del consorzio UnicoCampania.

## Storia

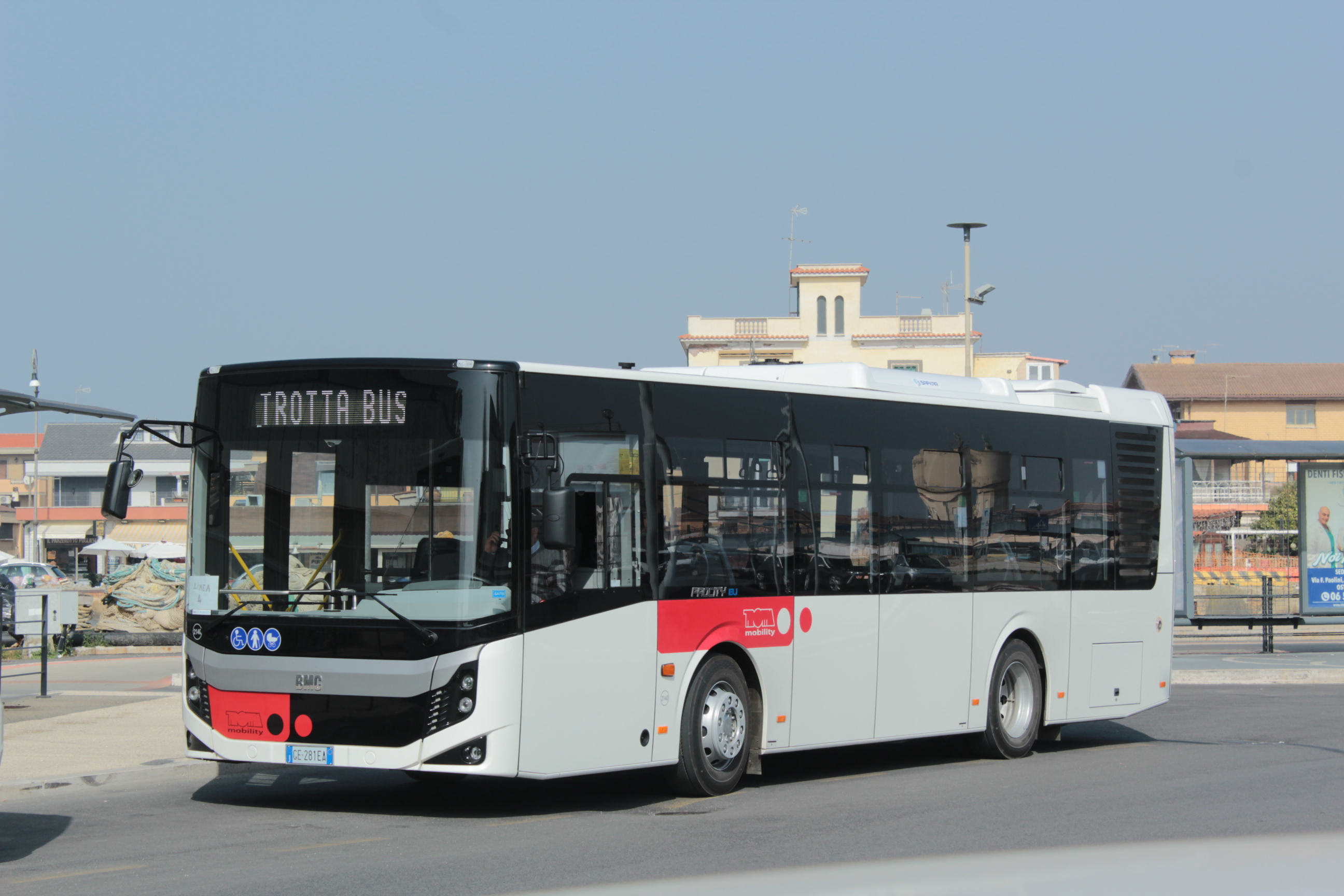
BMC Procity di Trotta Bus Services a Fiumicino.

L'azienda nacque nel 1922 su iniziativa del commendatore Giuseppe Trotta come concessionaria di autolinee tra Molise, Abruzzo e Roma, dove trasferì la propria sede nel 1950, anno in cui l'azienda iniziò ad operare nel settore turistico; nel 1961 è stata registrata come società per azioni.
Nei primi anni 2000 e 2010 l'azienda ha operato come sub-affidatario di autolinee a Roma per conto di Tevere TPL e poi di Roma TPL; successivamente nel 2013 si è aggiudicata per la prima volta lo svolgimento dei servizi skibus in Trentino-Alto Adige, fino ad allora gestiti dal locale Consorzio Trentino Autonoleggiatori, replicando la vittoria negli anni successivi.
Nel 2016 ha assunto la gestione della rete autobus urbana di Potenza, subentrando a COTRAB e rimanendone concessionaria attraverso numerose proroghe fino al 30 settembre 2022, mentre nel 2017, dopo il fallimento dell'AMTS, ha iniziato a gestire anche la rete autobus di Benevento. Nel 2019 si aggiudica la gara d'appalto per la gestione dei parcheggi a pagamento del comune di Vasto; successivamente nello stesso anno ha vinto la gara per la gestione del trasporto pubblico urbano di Fiumicino subentrando ai precedenti gestori a partire dal 29 febbraio 2020. Nel 2021 si è aggiudicata le gara per l'acquisto del ramo operativo della SAAMO di Ovada, dove ha iniziato a gestire le autolinee locali, e per l'acquisto dell'85% del capitale sociale del Consorzio Intercomunale Trasporti di Novi Ligure quest'ultimo ammesso nell'aprile 2022 alla procedura di concordato preventivo.

## Dati societari
Trotta Bus Services è una società per azioni di proprietà privata con sede a Roma in via di Castel di Leva, 116.

## Controversie
A cavallo tra il 2013 e il 2014 l'azienda ha ricevuto numerose critiche da parte degli enti locali trentini che hanno denunciato la sua forte inesperienza e le ricadute negative di quest'ultima nella gestione dei servizi skibus.
A Benevento Trotta Bus è stata vittima di estorsione ad opera di tre giovani del luogo intenzionati a costringere l'azienda ad accettare un parcheggio a pagamento gestito abusivamente adiacente a quello regolarmente gestito da Trotta nei pressi dello stadio Ciro Vigorito; tra gli atti intimidatori perpetrati ai danni dell'azienda vi sarebbero stati: le minacce ad un dipendente e l'incendio di tre minibus presso il deposito cittadino e di alcuni parcometri siti in piazza Cardinal Pacca. La Procura di Benevento ha emesso tre ordinanze di custodia cautelare nei confronti dei tre giovani con l'accusa di estorsione in concorso.
A Benevento, Fiumicino, Potenza e Roma l'azienda ha suscitato numerose proteste e scioperi a causa della liquidazione tardiva degli stipendi ai propri lavoratori. Ad ottobre 2022 il Comune di Fiumicino effettua il pagamento degli stipendi del personale dell'azienda e sporge denuncia contro ignoti per l'interruzione del servizio. Le polemiche continuarono anche alla luce del fatto che l'azienda si era aggiudicata un lotto della rete bus di Roma gestita da Roma TPL.
Nel 2022 il comune di Vasto ha risolto anticipatamente il contratto con Trotta a causa di gravi inadempimenti tra cui il versamento tardivo dei ricavi della sosta tariffata, frequenti malfunzionamenti dei parcometri, carenza di organico, scarsa formazione dello stesso e mancata comunicazione delle sanzioni comminate.